# Langenberg (Gera)

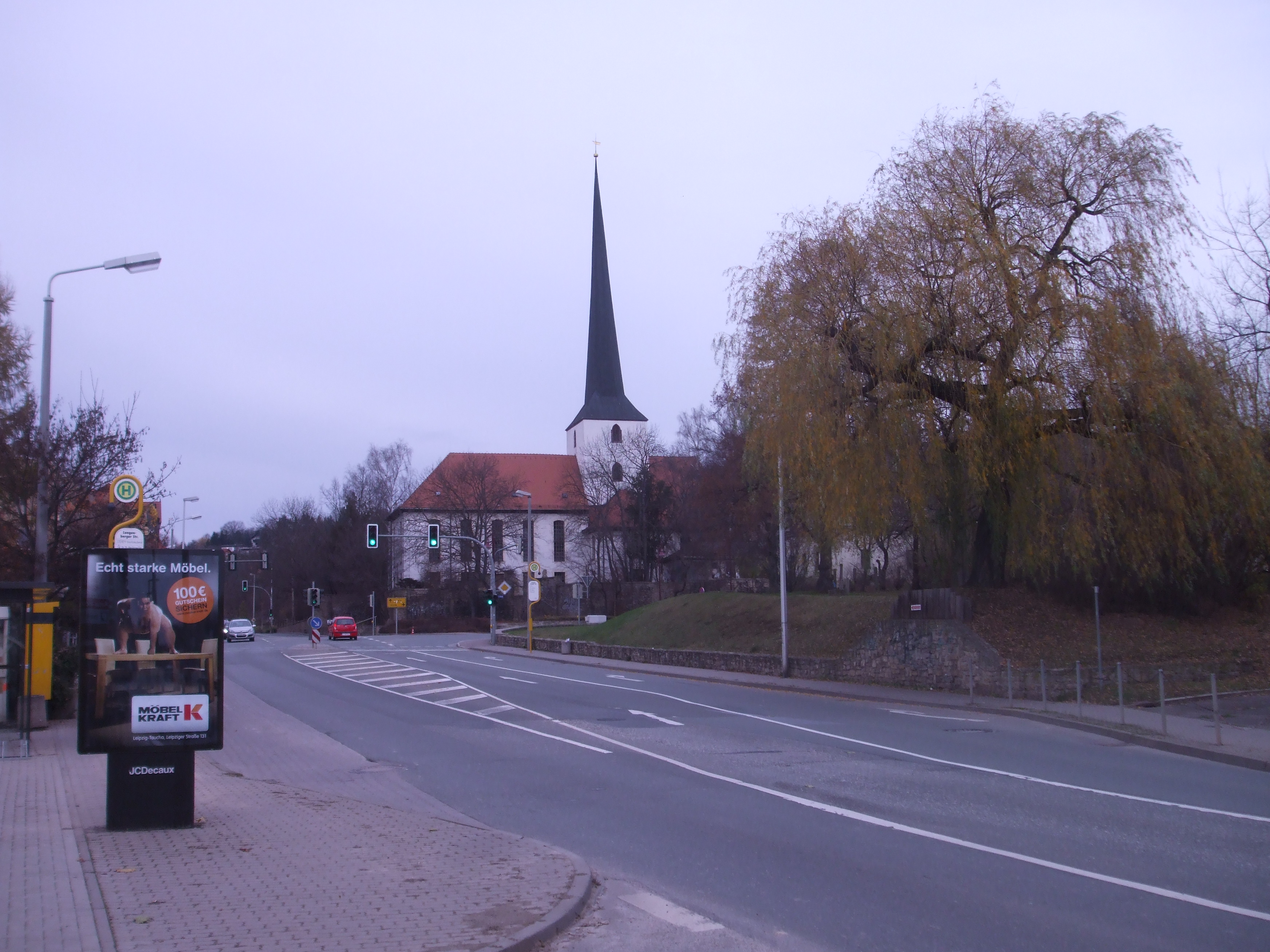
Langenberg 2009

Langenberg bildet zusammen mit Stublach seit dem 1. Juli 1950 den 8,18 km² großen Ortsteil Langenberg der Stadt Gera in Thüringen mit insgesamt 4164 Einwohnern (Stand 31. Dezember 2013).

## Geografie
Langenberg liegt am Hang des Hausberges im Nordwesten der Stadt Gera östlich der Weißen Elster nördlich der A 4. Durch Langenberg führt die Bundesstraße  7.
Das Landschaftsschutzgebiet Hausberg in der Gemarkung Langenberg wurde bereits 1940 unter besonderen Schutz gestellt. Der 26 ha große naturnahe Wald mit seinen Starkbäumen und charakteristischer Pflanzen- und Tierwelt ist heute Bestandteil des FFH-Gebietes Schluchten bei Gera und Bad Köstritz mit Roschützer Wald.
Die in das Tal der Weißen Elster mündenden, tief eingeschnittenen Schluchten sind mit Schlucht- und Hangmischwäldern, Eichen-Hainbuchenwäldern und kleineren Hainsimsen-Buchenwäldern bewachsen.

## Geschichte

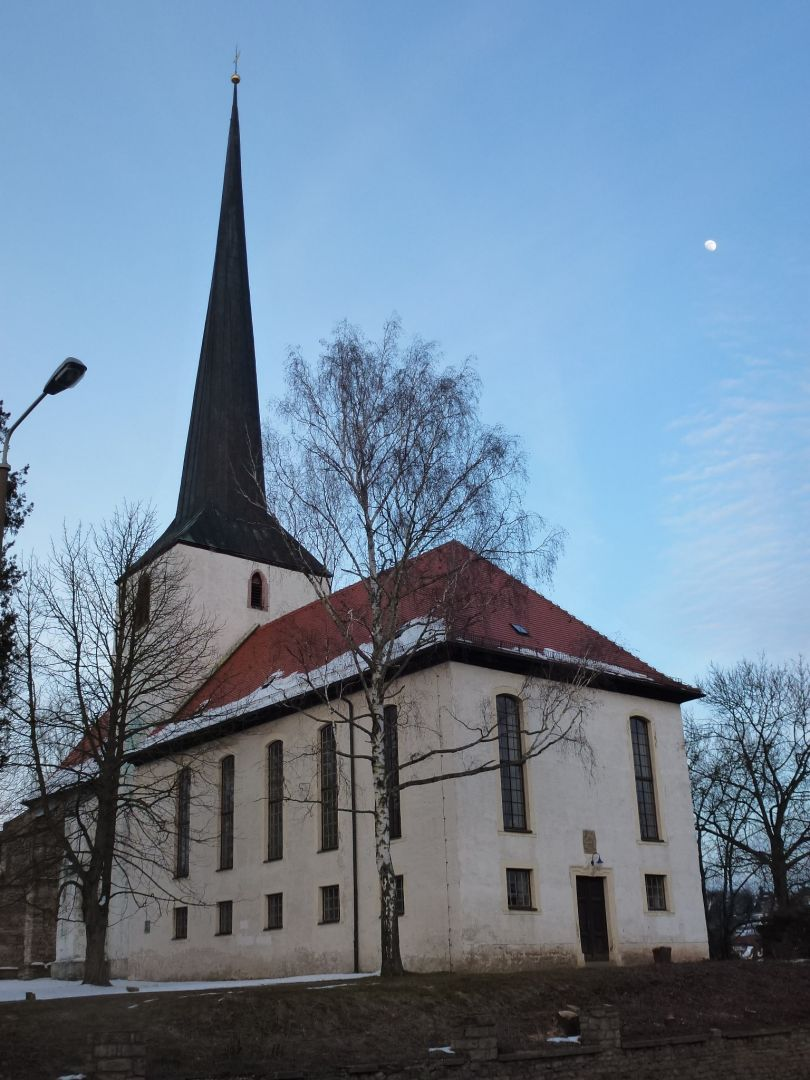
Evangelische Vierzehn-Nothelfer-Kirche aus dem 13. Jahrhundert

Langenberg war ursprünglich eine eigene Pflege, zu der über fünfzig Dörfer gehörten und damit einige mehr als zum damaligen Gera. In einer Urkunde von 1333 sind folgende 24 als zu Langenberg gehörend verzeichnet: Söllmnitz, Waswitz, Naundorf, Dorna, Hirschfeld, Bethenhausen, Zschippach, Kulm, Groitzschen, Lauenhain, Cretzschwitz, Negis, Collis, Kaimberg, Pforten, Windischenbernsdorf, Töppeln, Kaltenborn, Harpersdorf, Stublach, Roschütz, Kraftsdorf, Speutewitz und Bartholdisdorf. Die beiden letzteren sind heute Wüstungen, von den anderen gehören mittlerweile 12 zur Stadt Gera, die restlichen liegen im Landkreis Greiz. Kulm fiel in den 1950er Jahren dem Bergbau zum Opfer.
Als Ursprung der deutschen Gründung Langenberg gilt eine auf dem Hausberg gelegene Burg mit lang gestrecktem Grundriss, die nach Ernst Paul Kretschmer auch dem Ort ihren Namen gegeben hat – nicht ein langer Berg, wie zu vermuten wäre. Die vermutliche Entstehung Langenbergs als befestigte Militärstation dürfte um 950 liegen. Anno 996 war Rüdiger von Langenberg Teilnehmer des fünften Turniers in Braunschweig. 1060 kam es als Schenkung Kaiser Heinrichs V. an das Bistum Naumburg-Zeitz, später in Meißnischen Besitz. Als Burgwardum Langenberch wird es 1196 zusammen mit einem Burgmann namens Thilo de Langenberc erwähnt, der ebenfalls 1196 gemeinsam mit Otto und Heidenricus de Langenberc eine Schenkung Dietrichs des Bedrängten bezeugt, wird es 1238 als Castrum Langenberg in einer Urkunde des Markgrafs Heinrich von Meißen erwähnt.
1328 wurde die Pflege Langenberg an Heinrich von Gera und Heinrich von Greiz verkauft. Einen hohen Stellenwert in dieser Zeit hatte das Amt des Turmwächters, der alljährlich durch die Herren von Gera und Greiz gemeinschaftlich vergeben wurde, denn von diesem auf dem damals noch unbewachsenen Hausberg gelegenen Turm war das Elstertal bis hin nach Weida beobachtbar, in Zeiten der Gefahr hatte er zusammen mit dem Osterstein in Gera und der Osterburg in Weida Signalfunktion. Aus 1850 besteht noch eine Beschreibung dieser Burg von Ferdinand Hahn (Geschichte von Gera und dessen nächster Umgebung, 1855, S. 276f.):  „Das eigentliche Schloß mag einen Umfang von vier- bis fünfhundert Fuß gehabt haben. Auf der nördlichen Seite der Burg erhob sich der Thurm (…).“ Die Burg, das sogenannte Obere Haus, wurde im 15. Jahrhundert zerstört und in den folgenden Jahren als Baumaterial ausgebeutet, u. a. auch für das Tinzer Schloss, das Untere Schloss (eigentlich wohl eher ein Gut oder Vorwerk) ebenfalls, es wurde jedoch wieder aufgebaut und diente der Familie von Eichigkt u. a. als Rittergutssitz. Von der ehemaligen Bausubstanz ist heute nichts mehr übrig; als letztes wurde 1920 die Jakobskapelle wegen Baufälligkeit abgerissen.

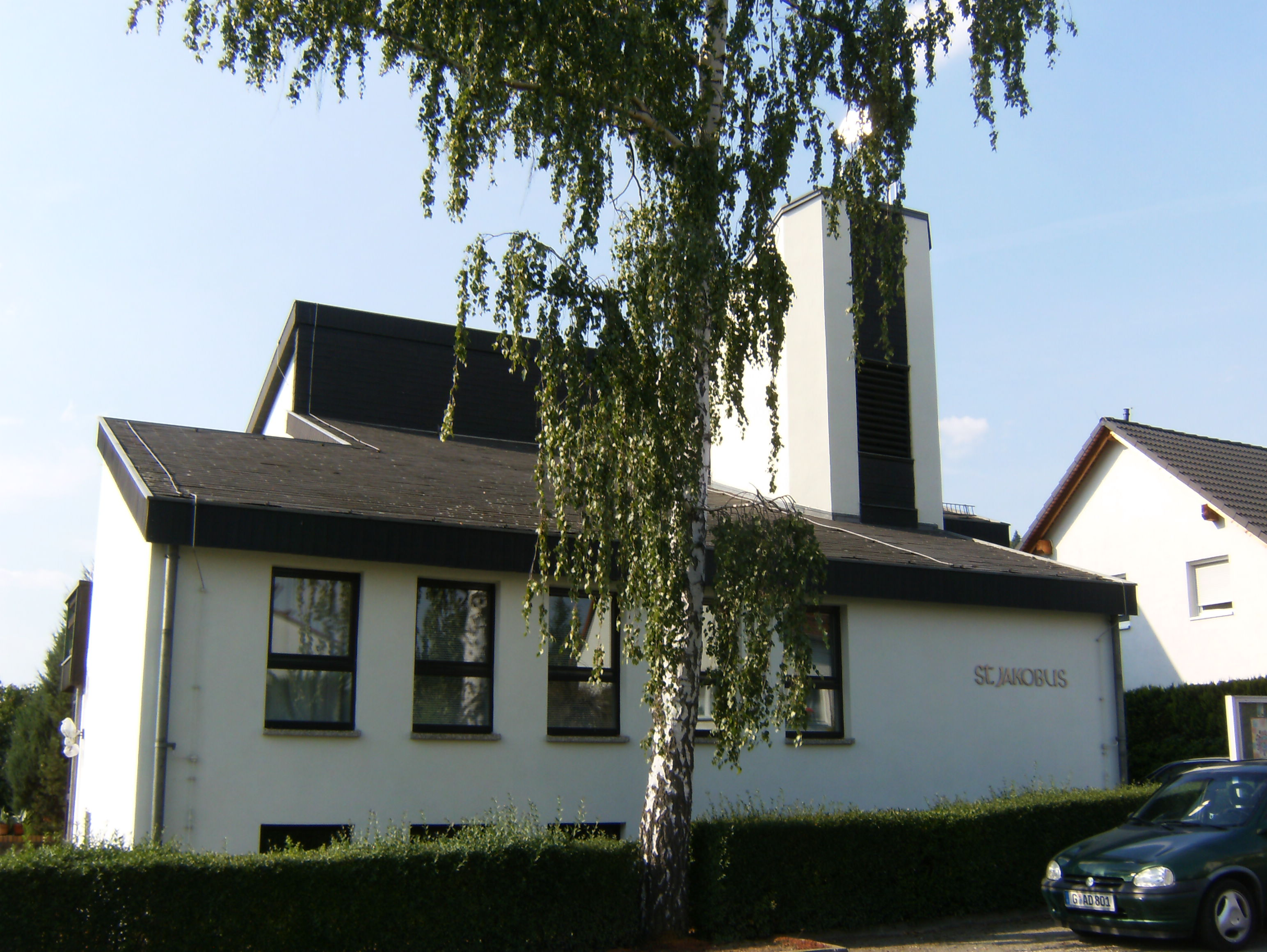
Katholische St.-Jakobus-Kirche auf der Trift, 1989 konsekriert

Diese Gutskirche wurde nach der Reformation auch von der Gemeinde genutzt, was dem damaligen Rittergutsbesitzer Alexander von Eichigkt missfiel – mit Konsequenzen: Er ließ kurzerhand die zum Ort hin gehende Kirchpforte zumauern, sodass die Kapelle nur noch vom Gut aus zu betreten war. 1606 verklagte die Gemeinde die Familie von Eichigkt vor dem Konsistorialgericht in Gera, nachdem über die Jahre nicht nur die Glocken verkauft, sondern die Kapelle zu einem Weinkeller entweiht worden war – die größere Gemeindekirche besaß zu diesem Zeitpunkt keinen eigenen Turm mit Geläut. Ohne Erfolg. Erst 1669, nachdem Langenberg gänzlich an Gera übergegangen war, wurde die Kapelle wieder freigegeben und neu geweiht. Die heutige katholische St.-Jakobs-Kapelle, eine Filialkirche der katholischen Pfarrei St. Elisabeth in Gera, wurde 1989 konsekriert und 2021 profaniert.
1534 wird erstmals das Hospital erwähnt, es dürfte jedoch um vieles älter sein. 1640 fiel es kriegerischen Umständen zum Opfer – überhaupt war der Ort durch seine Lage an der Kreuzung zweier Handelsstraßen häufig durch kriegerische Auseinandersetzungen beeinträchtigt. Der Hospital-Neubau (Langenberger Straße 4) von 1647 wurde 1797 durch ein Feuer vernichtet und 1800 erneut aufgebaut. Ende des 19. Jahrhunderts wurde in dem Gebäude durch Pfarrer Wilhelm Bauer eine Kleinkinderbewahranstalt (Kindergarten) eingerichtet. Ein später eingerichtetes Entbindungsheim wurde 1953 geschlossen, 1959 erfolgte die Eröffnung der Augenklinik.
Ein wichtiges Datum im Jahreslauf stellten in früheren Zeiten die Pfingsttage dar: An diesem Tag wurden Gesetze bekannt gegeben, Gericht gehalten, Bürgerbriefe übergeben und der sogenannte Frontanz von den Tanzpflichtigen aus Langenberg und den seinerzeit zugehörigen Dörfern getanzt, die Fronpflicht der Langenberger Bürger gegenüber der Herrschaft bestand u. a. in der Pflege der zwischen Langenberg und Pohlitz gelegenen reußischen Weinberge.

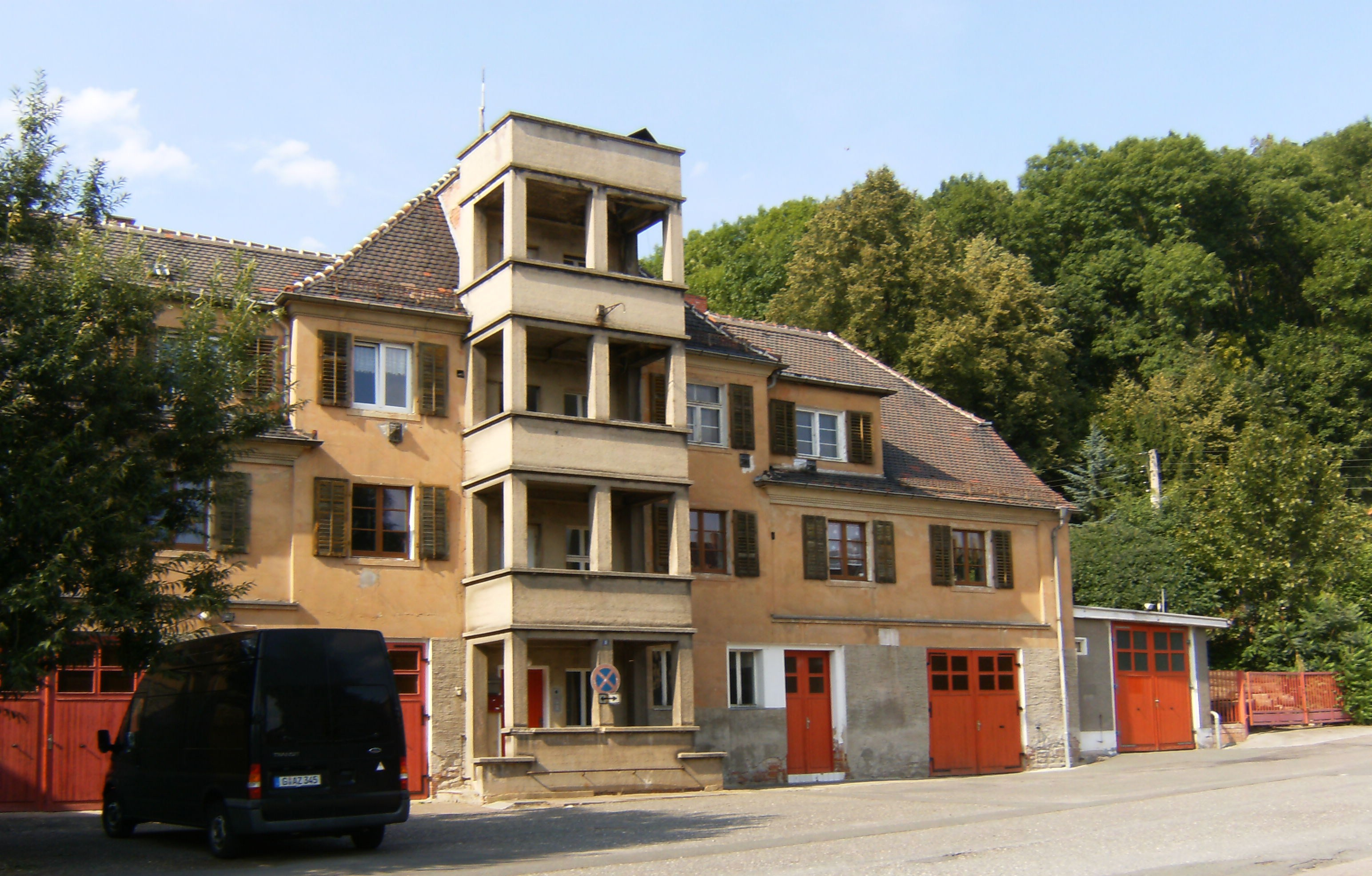
Feuerwehrhaus Langenberg – der architektonisch interessante Gebäudekomplex wurde 2008 seiner Funktion enthoben.

Zu verheerenden Feuersbrünsten kam es 1592 (47 Häuser und die Pfarrei) und 1755 (32 Häuser am Markt). Zwischen 1787 und 1802 hielt eine Brandserie den Ort in Atem – sie soll durch ein „verruchtes Weib“ gelegt worden sein, die letztlich von ihrem Ehemann angezeigt und zu lebenslanger Haft verurteilt wurde.
Ab dem 15. Jahrhundert sind in Langenberg Tuch- und Leinenweber ansässig. Ihre Innung war nur in Gera zulässig, jedoch beschloss man für die Langenberger Weber eine Ausnahme; im Ort selbst gab es Innungen der Schneider, Zeugmacher und Böttcher. Einkünfte erzielten Pferdebesitzer zudem durch Vorspanndienste für reisende Kaufleute, die mit ihren Fuhrwerken den Anstieg zum Hochplateau Richtung Leipzig bewältigen mussten. Aus dieser Zeit resultiert der heutige Straßenname Vorspanneberg sowie die Gaststätte „Zum Weißen Ross“ als letzte von drei ehemaligen Ausspannen. Das Sattlerhandwerk, ebenfalls durch die Pferdewirtschaft in Langenberg ansässig, wird noch bis heute von Konrad Feller in fünfter Generation fortgeführt.
1505 wurde der Marktgemeinde Langenberg das Privileg erteilt, dass jedes Haus fortan ein Braurecht hatte, was den benachbarten Gerschen Bürgern fortan ein Dorn im Auge war und es über hundert Jahre zu erbitterten Auseinandersetzungen kam. Selbst im Pfarrhaus wurde Bier gebraut – was denn selbst der Gemeinde des Guten zu viel war: 1573 musste die Kirche ihre Braupfanne verkaufen.
Im Revolutionsjahr 1848 sorgten die Langenberger Beschlüsse des reußischen Landkammerrates C. L. Krause für Aufruhr im Fürstentum Reuß. Krause wurde wegen aufrührerischen Umtrieben verhaftet, es kam zu erheblichen Tumulten und letztlich musste Krause, um Schlimmeres zu verhindern, wieder freigelassen werden.
Eine Schule muss bereits vor 1505 bestanden haben, zusammen mit den Langenberger Kindern wurden hier auch die Kinder aus Stublach unterrichtet. Seit 1533 besteht ein kontinuierlich geführtes Lehrerverzeichnis. In den Jahren 1615 bis 1617 wird ein neues Schulhaus gebaut, ein weiteres folgt 1838/39, ab da erfolgt der Unterricht in zwei Klassen. 1887/88 erfolgte der Bau einer zweiten Schule, die bereits 1907 erweitert werden musste, sie ist heute die Astrid-Lindgren-Grundschule.
1424 wird erstmals die an der Weißen Elster gelegene Wassermühle erwähnt, 1908 wird sie zur Stromerzeugung ausgebaut und firmierte bis 1945 als Überlandzentrale Langenberg GmbH. Eine ab 1908 in der Auenstraße erbaute Gasanstalt wird 1920 von der Gemeinde Langenberg übernommen; ihr Betrieb wurde 1931 eingestellt.

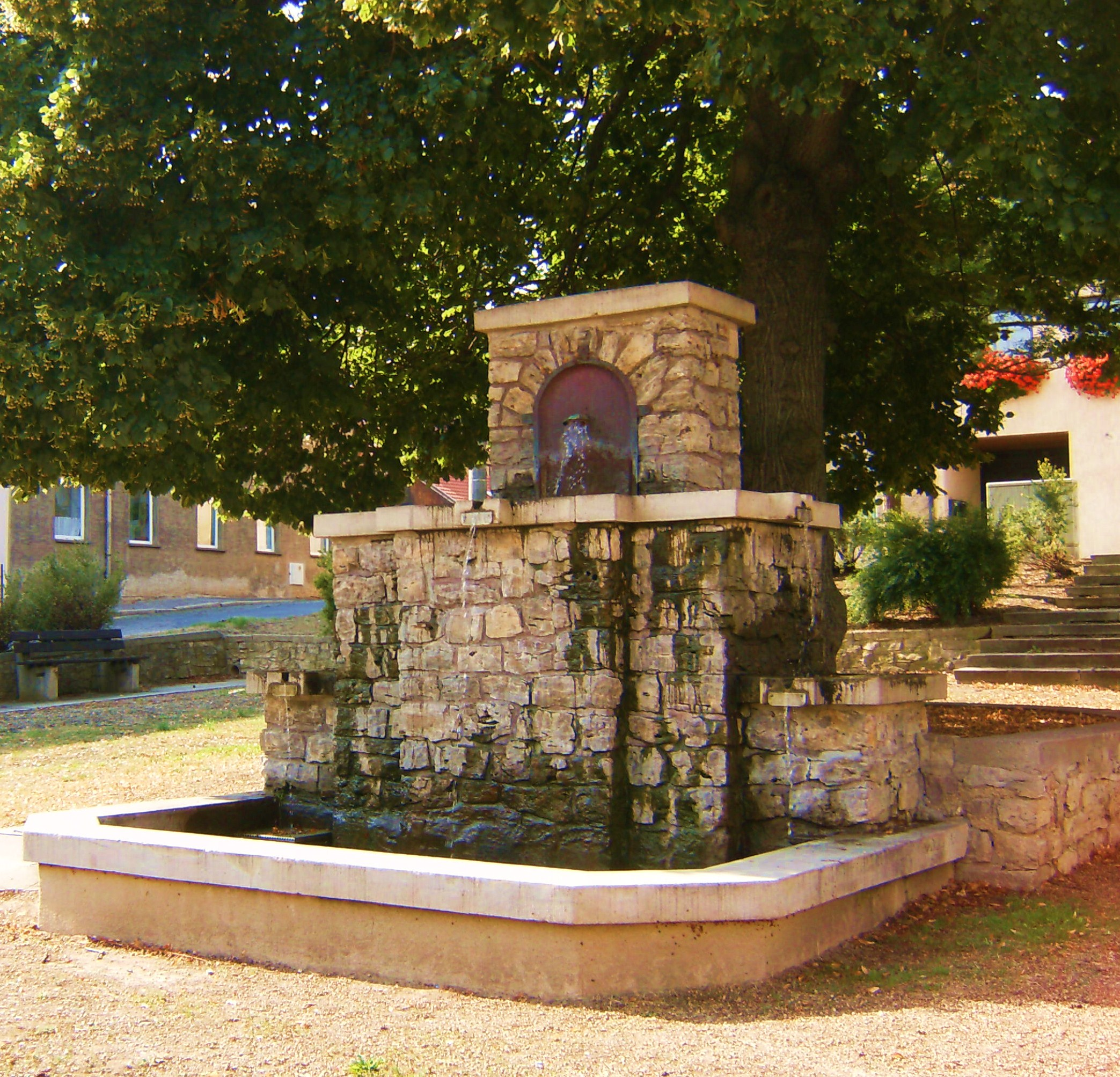
Röhrenbrunnen auf dem Markt

Durch steigende Einwohnerzahlen reichten ab 1900 die in Röhrenbrunnen im Ort geleiteten Quellen aus dem Rehgrund und die vorhandenen Hausbrunnen nicht mehr aus. So wurde 1912/13 eine Wasserleitung nach Rüdersdorf gebaut, ihr Wasser wurde in einem Hochbehälter auf dem Hausberg gespeichert. Das an sich gute Wasser hätte Langenberg beinahe zum Kurbad gemacht: Ein Dr. Blau ließ sich 1834 im Ort nieder mit der Absicht, hier eine Wasserkur- und Heilanstalt zu errichten, Geraer Ärzte verleideten ihm jedoch seine Ambitionen, so dass er Langenberg bald wieder verließ.
Mit dem Bau der Bahnstrecke Leipzig–Probstzella (1858 eingeweiht) und dem 1898 eröffneten Bahnhof Langenberg erreichte die Industrialisierung auch Langenberg. (Früher) bekannte Firmen wie die „Erste Reußische Claviaturen-Fabrik Oskar Rysse & Co.“ (später Raaz & Gloger), die „Mechanische Weberei Gley“, die Porzellanfabrik Pufe, Kalkbrennereien und andere bestimmten fortan das Bild des Ortes.

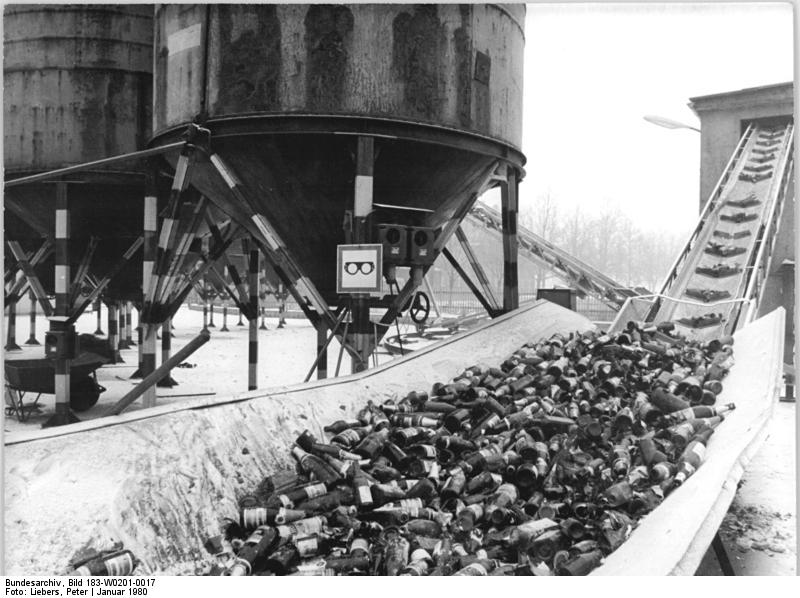
Glasbruch-Aufbereitungsanlage in Gera-Langenberg

Am 1. Oktober 1922 wurde das am Elsterufer gelegene Stublach zu Langenberg eingemeindet, 1933 erhielt Langenberg Stadtrechte.
Der 1926 eingeweihte Flugplatz Gera befand sich zum Teil auf der Langenberger Flur – mit dem kuriosen und für Gera recht ärgerlichen Umstand, dass das Empfangsgebäude nebst Restaurant auf Langenberger Gebiet lagen und somit Langenberg Nutznießer der Schankkonzession war. Mit dem Bau der Reichsautobahn in den 1930er Jahren wird der Flugplatz nach Leumnitz verlegt. Die Autobahn schneidet seitdem den Süden der Langenberger Flur in Richtung Gera.
Nach 1945 erhöhte sich die Einwohnerzahl Langenbergs um 1.134 Evakuierte und Flüchtlinge, darunter viele Katholiken. Die Umbrüche in der Landwirtschaft und in den Wirtschaftszweigen zeigten sich auch in Langenberg: aus privaten Firmen wurden Volkseigene Betriebe (VEB), Klaviaturenwerk, Betonwerk, Fleischverarbeitung und später das Plattenwerk firmierten nun als VEB. Die Kollektivierung der Landwirtschaft veränderte den bäuerlichen Alltag, u. a. entstand eine Gärtnerische Produktionsgenossenschaft.
Zum 1. Juli 1950 erfolgte mit einstimmigem Beschluss des Stadtrates Langenberg die Eingemeindung nach Gera. Zwischen 1963 und 1966 entstanden umfangreiche Wohnungsneubauten, eine Kindereinrichtung, der Schulkomplex und eine Kaufhalle.
Die Wende veränderte das Gepräge Langenbergs erneut: Neben Neugründungen und Reprivatisierungen kam es zu zahlreichen Schließungen vor allem größerer Betriebe des produzierenden Gewerbes, die Zahl der Arbeitsplätze sank erheblich. Auch das Postamt und das Freibad werden geschlossen. Das noch 1989 vor dem Abbruch bewahrte alte Langenberger Rathaus wurde in den 1990er Jahren abgerissen. Im Juli 2008 schloss die Regelschule nach 40 Jahren ihre Pforten, die Zweigstelle Langenberg der Stadt- und Regionalbibliothek Gera, deren Wurzeln als „Gewerkschaftsbibliothek“ bis ins Jahr 1922 zurückreichten, wurde im August 2009 aufgehoben. Trotzdem weist Langenberg entgegen dem allgemeinen Trend in der Stadt Gera keine übermäßig negative Bevölkerungsentwicklung auf. Im Jahr 2007 wurde zwischen Langenberg und der Autobahn 4 das Industriegebiet „Langenberg“ auf dem Gelände einer ehemaligen Maschinenbaufabrik offiziell eingeweiht. Dort ansässige Unternehmen sind u. a. Max Bögl sowie zwei Tochterfirmen der weltweit agierenden Loh-Gruppe.

## Sehenswürdigkeiten
Vierzehn-Nothelfer-Kirche. Ihr heutiges Aussehen erhielt die Kirche durch Umbauten aus dem Jahr 1754, die ältesten Teile stammen aus dem 13. Jahrhundert, der Turm wurde 1502 errichtet. Im Inneren befindet sich ein kunsthistorisch wertvoller Figurenaltar, der sogenannte Vierzehn-Nothelfer-Altar.
Neben der Kirche befindet sich das Pfarrhaus von 1839; Vorgängerbauten sind seit 1323 belegt.

## Politik
Langenberg bildet seit 1995 zusammen mit Stublach den Ortsteil Langenberg der Stadt Gera mit eigener Ortschaftsverfassung und Ortsteilrat (bis II/2009 Ortschaftsrat). Ortsteilbürgermeister war von 2014 bis zu seinem Tod 2023 Matthias Kirsch (parteilos), sein Vorgänger war von 2009 bis 2014 Matthias Lahn. Nach dem Tode Matthias Kirschs wurde dessen Tochter Emely Kirsch Nachfolgerin.

## Entwicklung der Einwohnerzahl
| Jahr      | 1827 | 1935 | 2008 | 2013 |
| Einwohner | 800  | 4300 | 2650 | 2496 |

## Verkehr

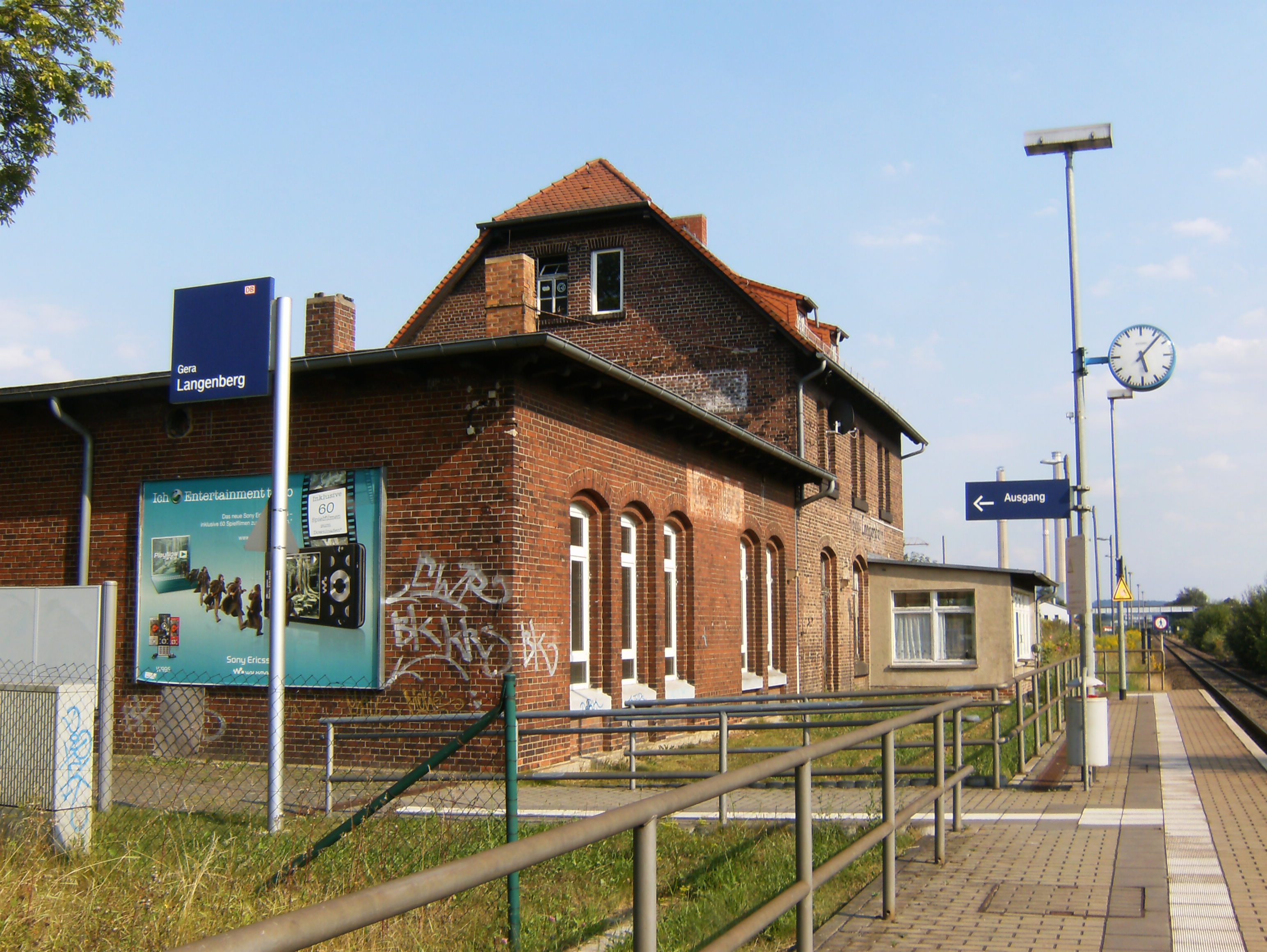
Haltepunkt Gera-Langenberg

Der Haltepunkt Gera-Langenberg liegt an der Bahnstrecke Leipzig–Probstzella und wird im Zweistundentakt durch die Linien RB 13 bzw. RB 22 durch die Erfurter Bahn bedient.
Der ÖPNV wird hauptsächlich durch die RVG Regionalverkehr Gera/Land sichergestellt. Sie bedient 4 Linien, die zwischen Langenberg und Gera, Duale Hochschule einen Viertelstundentakt bilden. Jeder zweite Bus fährt über Untermhaus direkt in die Innenstadt von Gera weiter, die anderen haben Anschlüsse an die Straßenbahn. Am Wochenende und an Feiertagen besteht ein Halbstundentakt
| Linie | Linienverlauf                                                      | Taktung (Mo–Fr)                                                                                | Taktung (Sa/So/Ft) |
| ----- | ------------------------------------------------------------------ | ---------------------------------------------------------------------------------------------- | ------------------ |
| 203   | Gera – Langenberg – Bad Köstritz – Crossen – Eisenberg             | Halbstundentakt (Gera – Bad Köstritz) mit Linie 204 Zweistundentakt (Bad Köstritz – Eisenberg) | Stundentakt        |
| 204   | Gera – Langenberg – Bad Köstritz – Bad Klosterlausnitz – Hermsdorf | Halbstundentakt (Gera – Bad Köstritz) mit Linie 203 Zweistundentakt (Bad Köstritz – Hermsdorf) |                    |
| 228   | Duale Hochschule – Langenberg – Hain / Steinbrücken – Großaga      | Stundentakt                                                                                    | Zweistundentakt    |
| 229   | Duale Hochschule – Langenberg – Wernsdorf / Kleinaga – Hermsdorf   | Stundentakt                                                                                    | Zweistundentakt    |

Bis zur Abstufung zur Landesstraße 3007 führte die Bundesstraße 7 durch Langenberg. Über sie ist die Autobahnabfahrt Gera-Langenberg an der A 4 erreichbar.

## Kultur

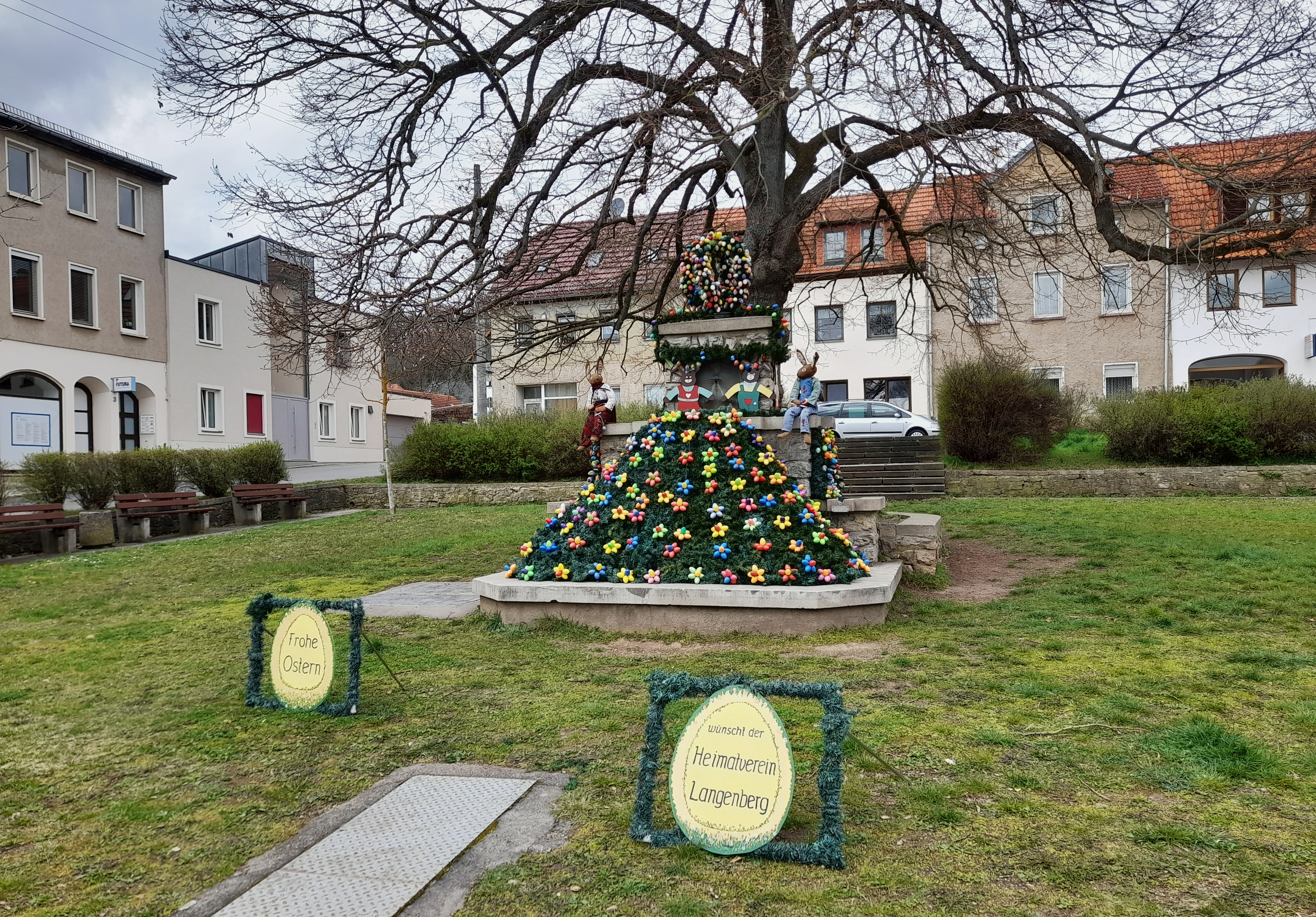
Osterbrunnen Langenberg (Gera)

Ältester Verein Langenbergs ist die Privilegierte Schützengesellschaft Langenberg e. V., 1822 gegründet und wiederbelebt 1995. Daneben gibt es noch den Heimatverein Langenberg e. V. und etliche weitere Vereine.

## Sport

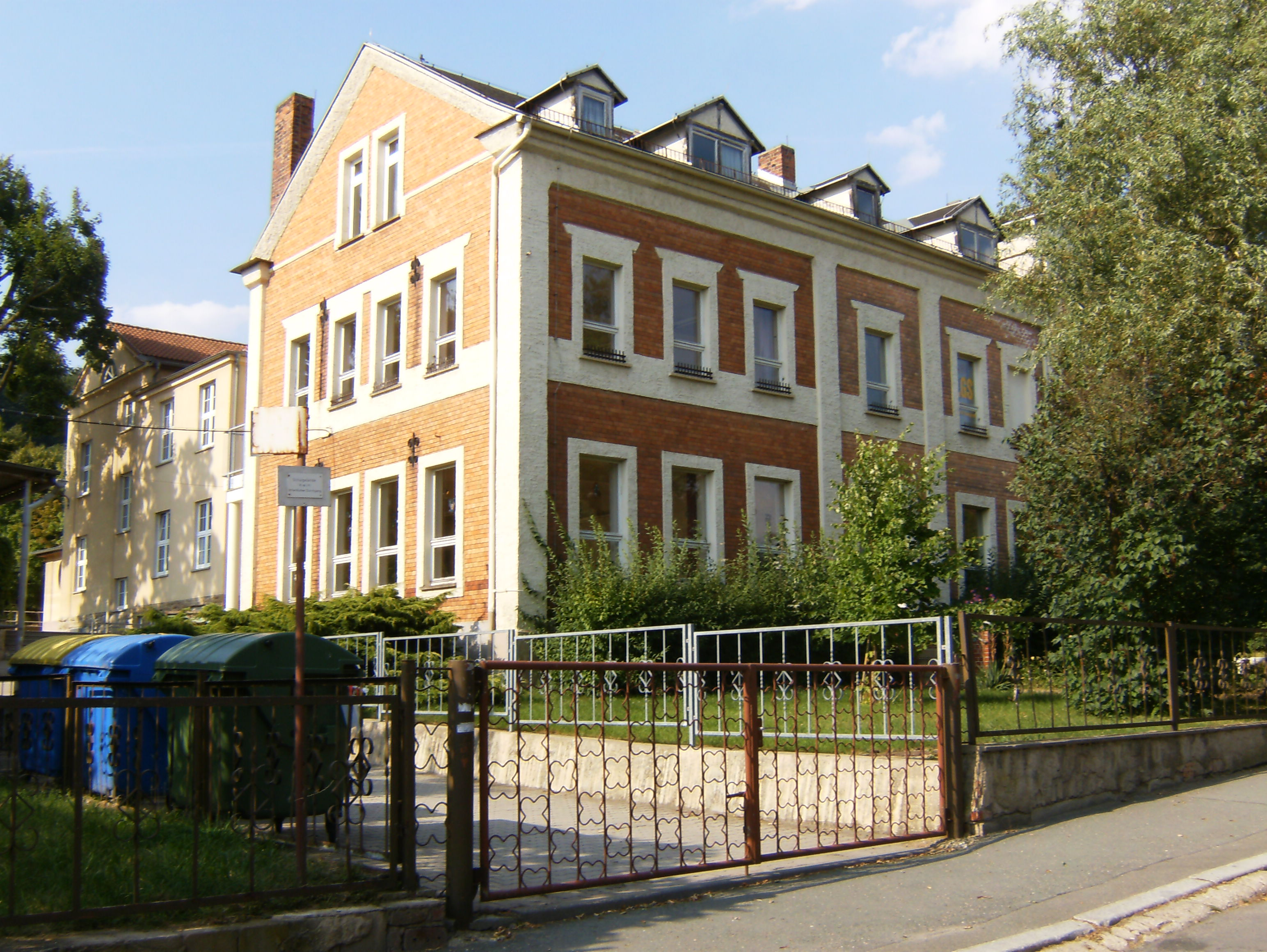
Astrid-Lindgren-Grundschule.

Im Ort gibt es den Fußballverein SV Langenberg, den „SV INTEGRA Gera“ (Bogensport), den Kegelverein Langenberg e. V., den Schachzirkel Elstertal Langenberg e. V., den Tanzsportverein Butterfly Gera-Langenberg e. V. und den schon oben erwähnten Schützenverein Langenberg.

## Bildung
Im Ort gibt es die
- Kindereinrichtung Langenberger Zwerge und die
- Astrid-Lindgen-Grundschule.

Nächstgelegene Regelschule ist die
- Staatliche Regelschule 12 in Bieblach-Ost.

## Persönlichkeiten
- Johann Heinrich Amthor (1675–1746), Amtmann und Propsteigerichtsvogt
- Christoph Gottlieb Steinbeck (1766–1818), Erfinder, Aufklärer und Begründer der ersten Geraer Zeitung („Aufrichtig deutsche Volkszeitung“)
- Georg Carl Leopold Krause, Landkammerrat, Verfasser der „Langenberger Beschlüsse“ von 1848
- Otto Kanis (1857–1942), deutscher Kaufmann, Brauereibesitzer und Politiker
- Rudolf Emil Mell (1878–1970), Lehrer, Forschungsreisender und Zoologe
- Bruno Brause (1893–1941), Ur- und Frühgeschichtsforscher
- Bringfried Müller (1931–2016), Fußballspieler und -trainer
- Klaus Feldmann (1936–2023), Journalist
- Heinz Warny (1945–2020), belgischer Journalist
- Klaus Storde (* 1947), bildender Künstler
- Lutz Seiler (* 1963), Schriftsteller
- Mathias Kaden (* 1981), DJ und Musikproduzent